# مؤسسه هادسن
مؤسسه هادسن (به انگلیسی: Hudson Institute) اندیشگاه ۵۰۱ (سی)(۳) غیرانتفاعی از نظر سیاسی محافظه‌کار آمریکایی مستقر در واشینگتن دی سی است. این مؤسسه در سال ۱۹۶۱ در کروتان آن هادسن، نیویورک از سوی هرمن کان فوتوریست، استراتژیست نظامی و نظریه‌پرداز سیستم‌ها و همکارانش در ابرشرکت رند تأسیس شد. این مؤسسه بنا بر وبسایت‌اش مروج «رهبری آمریکایی و مشارکت جهانی برای یک آینده امن، آزاد و شکوفا» است. این مؤسسه تغییر در سیاست‌گذاری عمومی را در انطباق با باور اظهار شده‌اش که «نقش بی‌همتا و مرکزی آمریکا در نظام جهانی بهترین بنیان برای امنیت، دفاع از آزادی و تضمین رشد اقتصادی را ارائه می‌کند» ترویج می‌کند.